# Список местных объектов культурного наследия в Тюменской области
В данном списке перечисляются объекты культурного наследия (памятники истории и культуры) в Тюменской области местного значения, находящиеся на юге региона, то есть без учёта Ханты-Мансийского и Ямало-Ненецкого автономных округов.

## Тобольск
| Код        | Наименование                                                           | Типология         | Дата постройки | Адрес                      | Чем занят          | Год включения в реестр | Изображение |
| ---------- | ---------------------------------------------------------------------- | ----------------- | -------------- | -------------------------- | ------------------ | ---------------------- | ----------- |
| 7200000009 | Могила педагога И. П. Менделеева, отца учёного-химика Д. И. Менделеева | Памятники истории |                | улица Клары Цеткин, дом 51 | Завальное кладбище | 1990                   |             |

## Тюмень
| Код        | Наименование            | Типология            | Дата постройки | Адрес | Чем занят | Год включения в реестр | Изображение |
| ---------- | ----------------------- | -------------------- | -------------- | ----- | --------- | ---------------------- | ----------- |
| 7200001000 | Царёво (малое) городище | Памятники археологии |                |       |           | 1950                   |             |